# دانشگاه آیداهو
دانشگاه آیداهو (به انگلیسی: University of Idaho) یکی از دانشگاه‌های ایالات متحده آمریکا بوده و در ایالت آیداهو واقع است.

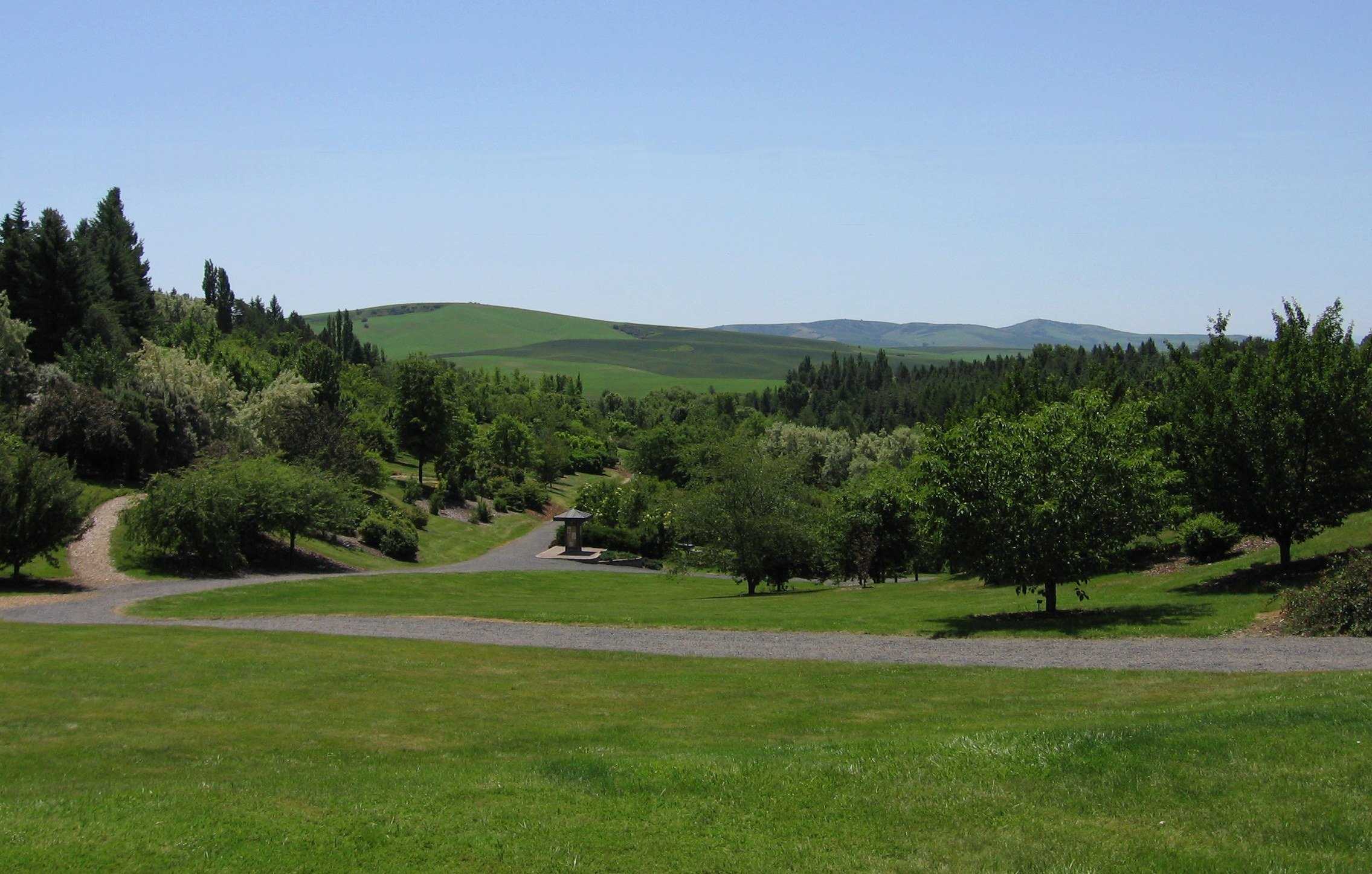
نمایی از باغ‌های دانشگاه